# Rudy Galindo
Val Joe Galindo detto Rudy (San Jose, 7 settembre 1969) è un ex pattinatore artistico su ghiaccio statunitense, che gareggiò sia nel singolo sia nel coppie.

## Biografia
Gareggiò nel singolo dal 1981 al 1996, vincendo una medaglia di bronzo ai Mondiali del 1996; nello stesso anno vinse anche i campionati nazionali. In precedenza aveva conquistato anche un titolo juniores (1987).
Contemporaneamente, dal 1984 al 1990 gareggiò anche in coppia con Kristi Yamaguchi, vincendo un mondiale juniores e due titoli nazionali.
Si ritirò dalle competizioni nell'estate del 1996, dopo che gli fu diagnosticata una sieropositività al test HIV (come rivelò nel 2000); poco prima aveva dichiarato pubblicamente la propria omosessualità nel libro di Christine Brennan Inside Edge: A Revealing Journey Into the Secret World of Figure Skating, senza che ciò influisse sulla sua carriera (il volume era stato pubblicato appena prima dei campionati nazionali che Galindo avrebbe vinto).
Nel 1999 ha interpretato se stesso nell'episodio Will on Ice della prima stagione della serie televisiva statunitense Will & Grace.

## Palmarès

### Singolo
| Internazionali                      | Internazionali | Internazionali | Internazionali | Internazionali | Internazionali | Internazionali | Internazionali | Internazionali | Internazionali | Internazionali | Internazionali | Internazionali | Internazionali |
| Evento                              | 1981–82        | 1982–83        | 1983–84        | 1984–85        | 1985–86        | 1986–87        | 1987–88        | 1990–91        | 1991–92        | 1992–93        | 1993–94        | 1994–95        | 1995–96        |
| ----------------------------------- | -------------- | -------------- | -------------- | -------------- | -------------- | -------------- | -------------- | -------------- | -------------- | -------------- | -------------- | -------------- | -------------- |
| Campionati mondiali                 |                |                |                |                |                |                |                |                |                |                |                |                | 3°             |
| Karl Schäfer Memorial               |                |                |                |                |                |                | 1°             |                |                |                |                | 1°             |                |
| Nations Cup                         |                |                |                |                |                |                |                |                |                |                | 4°             |                |                |
| Prague Skate                        |                |                |                |                |                |                |                |                |                | 2°             |                |                |                |
| Internazionali: Junior              |                |                |                |                |                |                |                |                |                |                |                |                |                |
| Campionati mondiali junior          |                |                |                | 3°             | 2°             | 1°             |                |                |                |                |                |                |                |
| Blue Swords                         |                |                |                |                | 2°             |                |                |                |                |                |                |                |                |
| Grand Prize SNP                     |                |                |                | 1°             |                |                |                |                |                |                |                |                |                |
| Nazionali                           |                |                |                |                |                |                |                |                |                |                |                |                |                |
| Campionati statunitensi             | 1° N.          |                | 5° J.          | 3° J.          | 3° J.          | 8°             | 10°            | 11°            | 8°             | 5°             | 7°             | 8°             | 1°             |
| Categorie: N. = Novice; J. = Junior |                |                |                |                |                |                |                |                |                |                |                |                |                |

### Coppie
Con Kristi Yamaguchi
| Internazionali             | Internazionali | Internazionali | Internazionali | Internazionali | Internazionali | Internazionali |
| Evento                     | 1984–85        | 1985–86        | 1986–87        | 1987–88        | 1988–89        | 1989–90        |
| -------------------------- | -------------- | -------------- | -------------- | -------------- | -------------- | -------------- |
| Campionati mondiali        |                |                |                |                | 5°             | 5°             |
| NHK Trophy                 |                |                |                |                | 3°             | 4°             |
| Skate America              |                |                | 5°             |                |                | 2°             |
| Skate Electric Challenge   |                |                |                |                | 1°             |                |
| Campionati mondiali junior |                | 5°             | 3°             | 1°             |                |                |
| Nazionali                  |                |                |                |                |                |                |
| Campionati statunitensi    | 5° J           | 1° J           | 5°             | 5°             | 1°             | 1°             |